# Dvořiště (přírodní rezervace)
Dvořiště je přírodní rezervace v okrese České Budějovice. Nachází se v Třeboňské pánvi, šest kilometrů severovýchodně od města Lišov. Zahrnuje severozápadní okraj rybníka Dvořiště a nivu malého potoka, který do rybníka ústí. Přirozenou hranici rezervace tvoří historická katastrální hranice výtopy rybníka, osazená kamennými mezníky, v západní části pak využívá hrany kompaktnějších dřevinných náletů a menší stoky.
Důvodem ochrany jsou zachovalá společenstva rybničního litorálu, mokřadů a rašeliništ. V rašelištní části patří k významným rostlinným druhům hrotnosemenka bílá (Rhynchospora alba), rosnatka okrouhlolistá (Drosera rotundifolia), suchopýr úzkolistý (Eriophorum angustifolium), pupečník obecný (Hydrocotyle vulgaris), přeslička poříční (Equisetum fluviatile), bezkolenec modrý (Molinia caerulea), ostřice zobánkatá (Carex rostrata), ostřice ježatá (Carex echinata), ostřice šedavá (Carex canescens), ostřice obecná (Carex nigra), violka bahenní (Viola palustris), vrbina kytkokvětá (Lysimachia thyrsiflora), sítina cibulkatá (Juncus bulbosus), sítina niťovitá (Juncus filiformis), psineček psí (Agrostis canina), všivec lesní (Pedicularis sylvatica). Litorální vegetace je tvořena porosty rákosin a vysokých ostřic, které místy doplňují kosatec žlutý (Iris pseudacorus), orobinec širolistý (Typha latifolia) a velmi vzácně kamyšník vrcholičnatý (Bolboschoenus yagara)

## Další obrázky

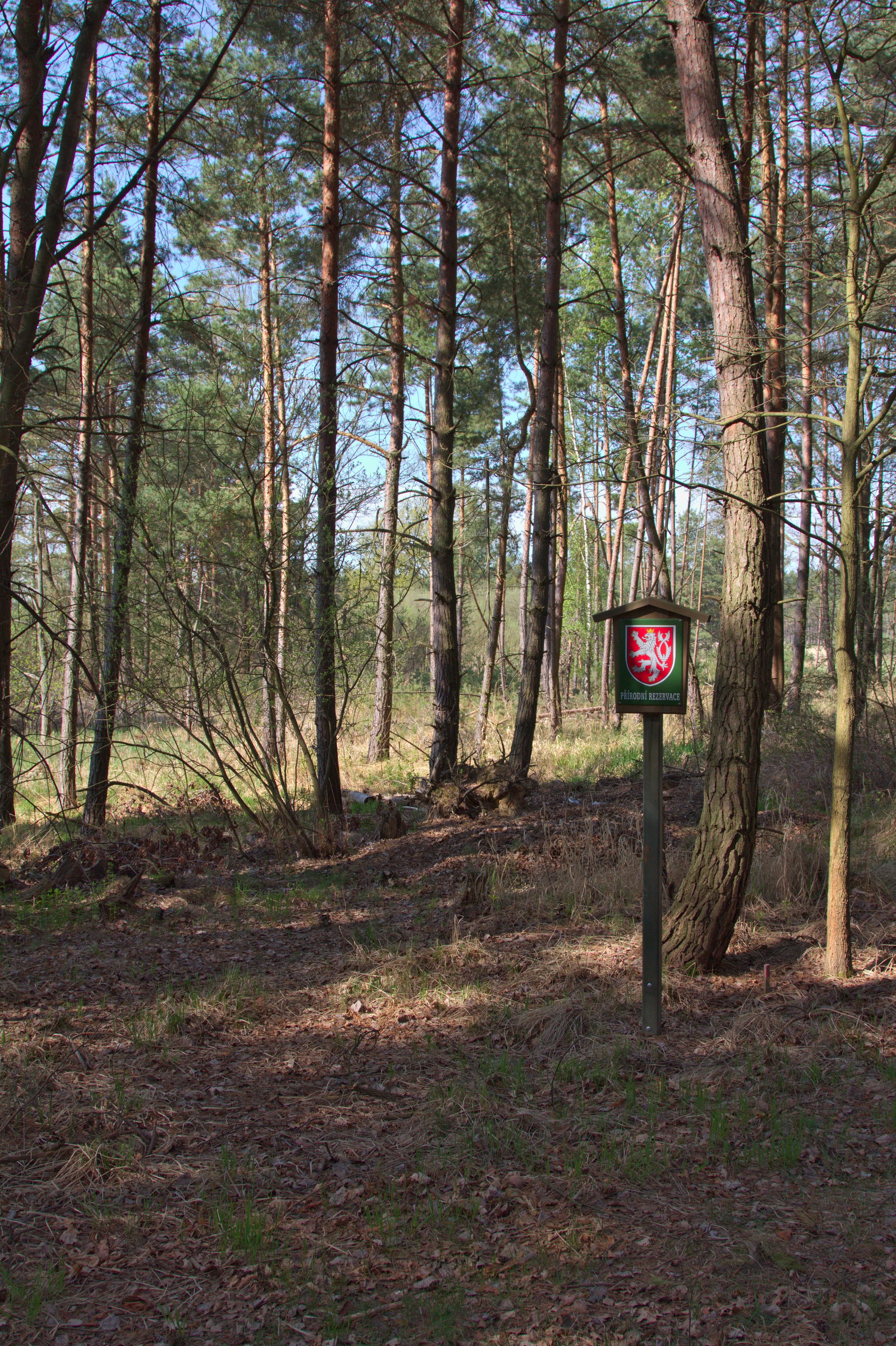
Značka PR
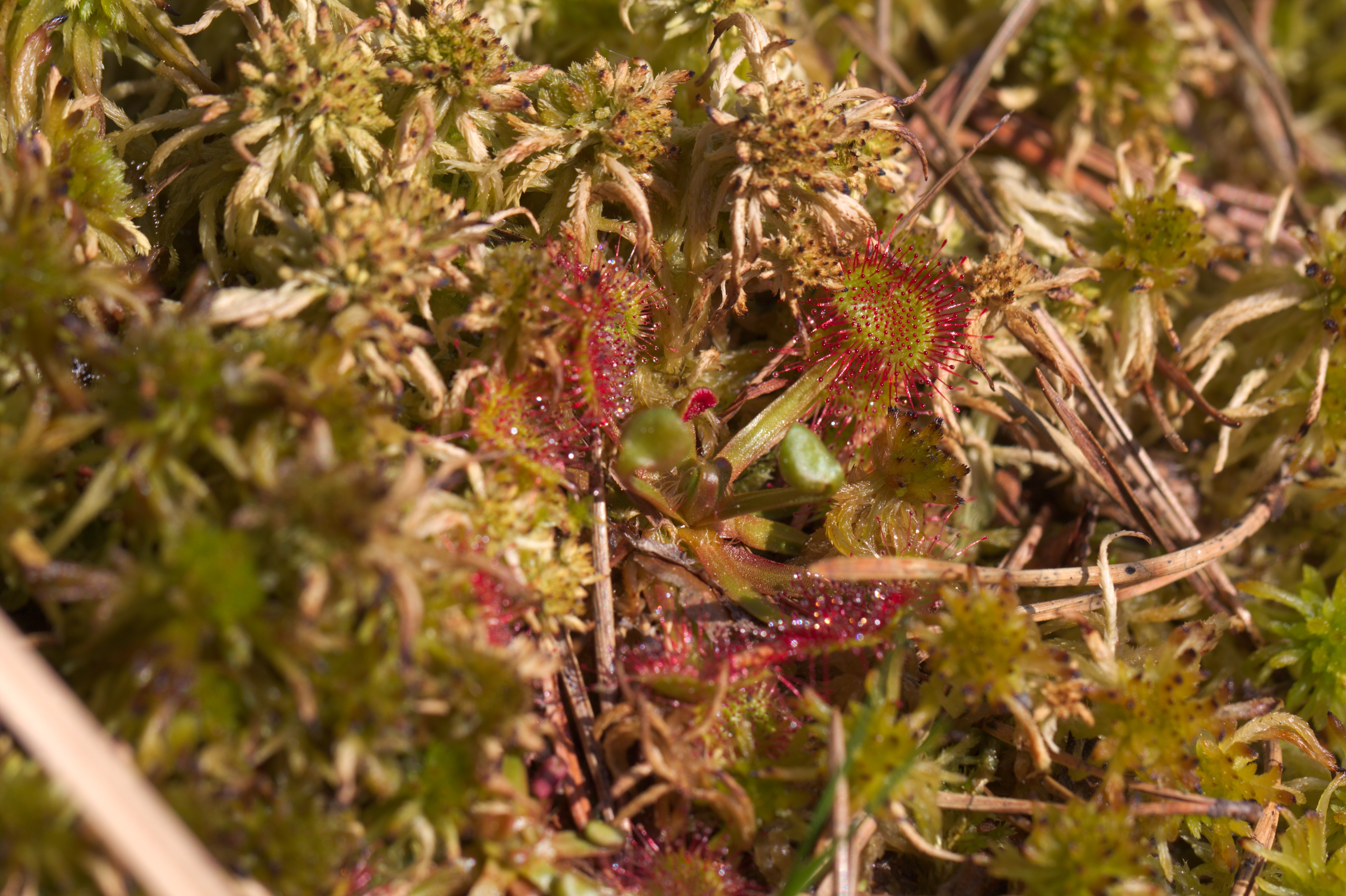
Rosnatka okrouhlolistá
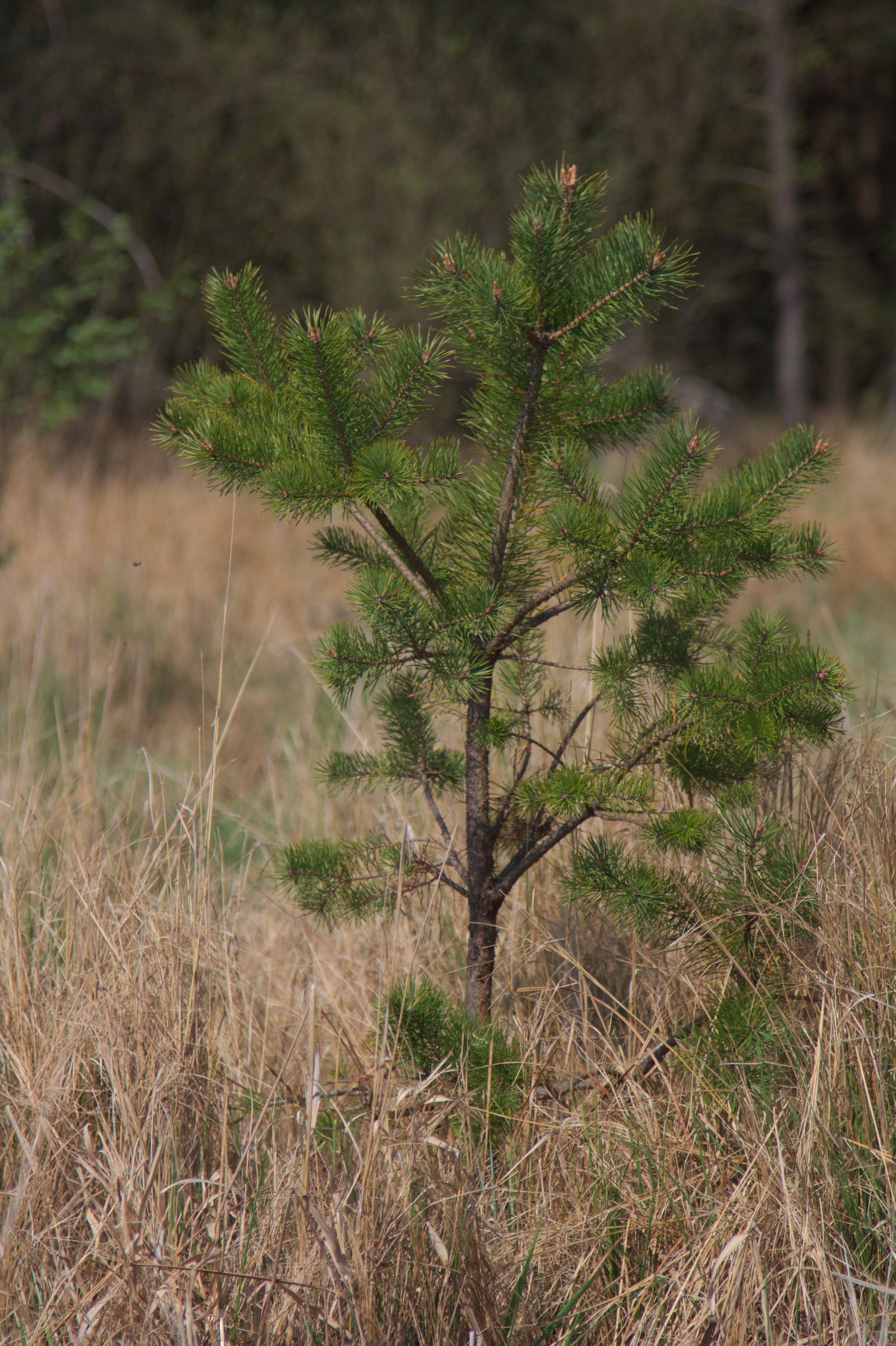
Litorál rybníka Dvořiště
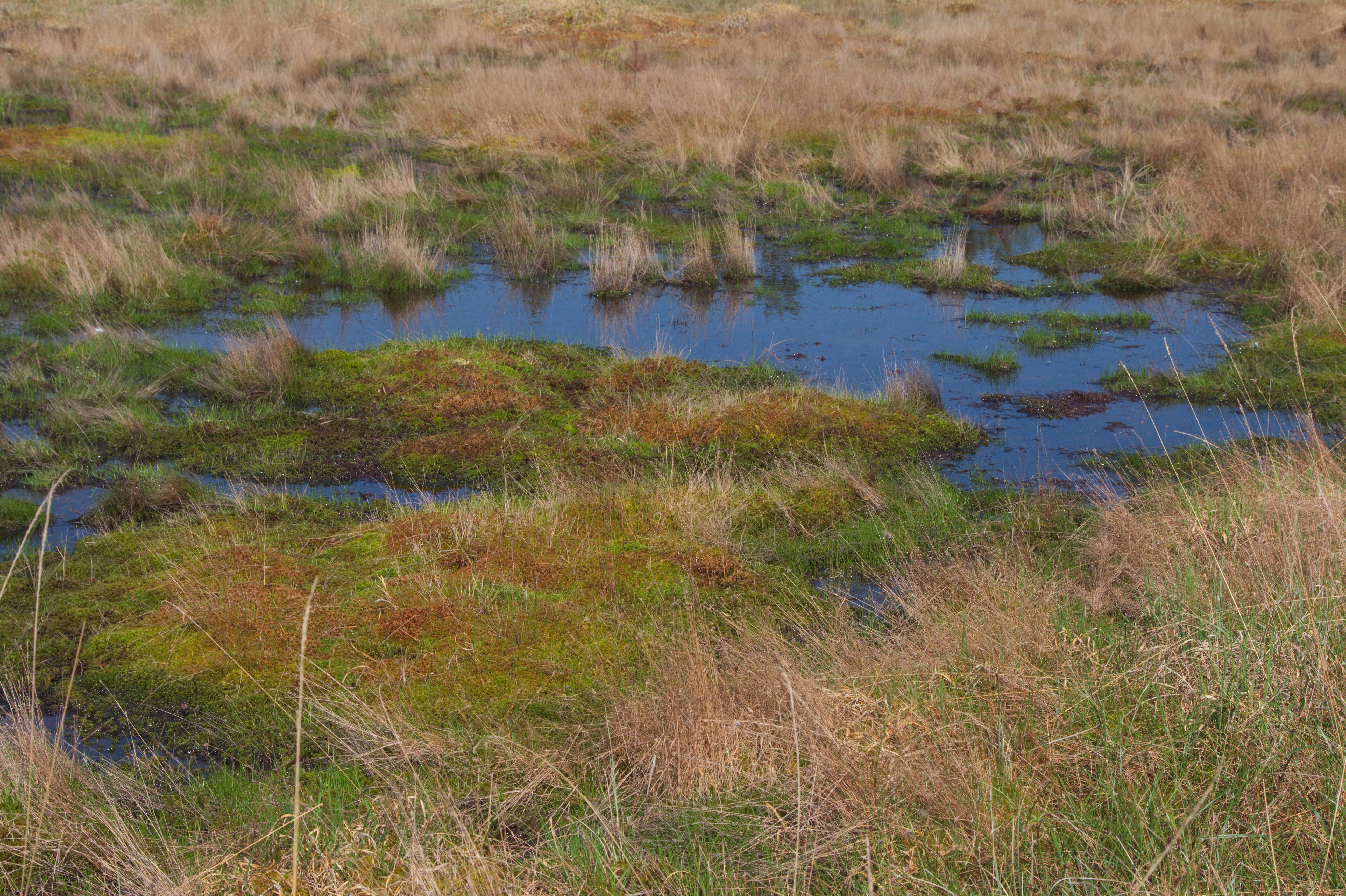
Rašeliniště